# Підлісний (Ішимбайський район)
Підлі́сний (рос. Подлесный, башк. Подлесный) — хутір у складі Ішимбайського району Башкортостану, Росія. Входить до складу Іткуловської сільської ради.
Населення — 10 осіб (2010; 11 в 2002).
Національний склад:
- росіяни — 100%